# 6 ربيع الآخر
- السبت
- الأحد
- الاثنين
- الثلاثاء
- الأربعاء
- الخميس
- الجمعة

- 2528 سبتمبر 2024
- 2629 سبتمبر 2024
- 2730 سبتمبر 2024
- 281 أكتوبر 2024
- 292 أكتوبر 2024
- 303 أكتوبر 2024
- 14 أكتوبر 2024
- 25 أكتوبر 2024
- 36 أكتوبر 2024
- 47 أكتوبر 2024
- 58 أكتوبر 2024
- 69 أكتوبر 2024
- 710 أكتوبر 2024
- 811 أكتوبر 2024
- 912 أكتوبر 2024
- 1013 أكتوبر 2024
- 1114 أكتوبر 2024
- 1215 أكتوبر 2024
- 1316 أكتوبر 2024
- 1417 أكتوبر 2024
- 1518 أكتوبر 2024
- 1619 أكتوبر 2024
- 1720 أكتوبر 2024
- 1821 أكتوبر 2024
- 1922 أكتوبر 2024
- 2023 أكتوبر 2024
- 2124 أكتوبر 2024
- 2225 أكتوبر 2024
- 2326 أكتوبر 2024
- 2427 أكتوبر 2024
- 2528 أكتوبر 2024
- 2629 أكتوبر 2024
- 2730 أكتوبر 2024
- 2831 أكتوبر 2024
- 291 نوفمبر 2024
- 302 نوفمبر 2024
- 13 نوفمبر 2024
- 24 نوفمبر 2024
- 35 نوفمبر 2024
- 46 نوفمبر 2024
- 57 نوفمبر 2024
- 68 نوفمبر 2024

6 ربيع الآخر أو 6 ربيع الثاني أو يوم 6 \ 4 (اليوم السادس من الشهر الرابع) هو اليوم الخامس والتسعين من أيَّام السنة (أو السادس والتسعين لو كان شهر صفر مُتممًا لليوم الثلاثين) وفق التقويم الهجري القمري (العربي). يبقى بعده 259 أو 260 يومًا لانتهاء السنة.

## أحداث
- 365 هـ - مبايعة العزيز بالله نزار بن معد بن إسماعيل بالخلافة الفاطمية بعد وفاة المعز لدين الله.
- 541 هـ - مجموعة من الباطنية الحشاشين تغتال عماد الدين بن آق سنقر الزنكي أمير دمشق وقائد الجهاد ضد الصليبيين.
- 1398 هـ - خطف رئيس الحكومة الإيطالي ألدو مورو على يد منظمة الألوية الحمراء ثم إعدامه فيما بعد.
- 1397 هـ - اصطدام طائرتي بوينغ في مطار تينيرف في جزر الكناري يؤدي لمصرع 61 شخصا.
- 1327 هـ - جمعية الاتحاد والترقي التركية تعزل السلطان عبد الحميد الثاني وتنصب أخوه محمد رشاد سلطانًا مكانه.
- 1332 هـ - الإيطاليون يحتلون واحة مرزوق قرب فزان.
- 1403 هـ - تشكيل حركة متطرفة في إسرائيل والولايات المتحدة مهمتها إعادة بناء جبل الهيكل في موقع المسجد الأقصى تحت اسم كيرن هارهبيت.
- 1404 هـ - الملك حسين عاهل الأردن يدعو البرلمان الأردني للانعقاد بعد أن تم تعليق أعماله قبل عشر سنوات.
- 1409 هـ - المجلس الوطني الفلسطيني يعلن من الجزائر الاستقلال وقيام دولة فلسطين وتشكيل حكومة فلسطينية بالمنفى برئاسة ياسر عرفات.
- 1410 هـ - مجلس النواب اللبناني يصدق على اتفاق الطائف والذي وقعه الأطراف اللبنانية لإنهاء الحرب الأهلية، وفي نفس الجلسة انتخب النائب رينيه معوض رئيسًا للجمهورية بعد شغور منصب الرئيس منذ نهايه ولاية الرئيس أمين الجميل قبل سنه وشهرين تقريبًا.
- 1425 هـ -
  - إطلاق مجلس الأمن الإفريقي، الذي يُعَدّ أحد المحاور الرئيسية لبناء الاتحاد الإفريقي الذي يضم 53 بلدًا، وإحدى النقاط الرئيسية التي تميِّز الاتحاد عن منظمة الوحدة الإفريقية التي حل محلها.
  - إيقاف الجنرال جانيس كاربينسكي المسؤولة عن سجن أبو غريب عن العمل وذلك نتيجة لأحداث التعذيب بالسجن.

## مواليد
- 1327 هـ - أحمد مظهر العظمة، كاتب وشاعر وسياسي سوري.
- 1331 هـ - محمد حامد أبو النصر، المرشد الرابع لجماعة الإخوان المسلمين.
- 1355 هـ - يوسف حبيبي، رئيس إندونيسيا الثالث.
- 1381 هـ - ذكرى، مغنية تونسية.
- 1389 هـ - جمعان الرويعي، ممثل ومخرج بحريني.
- 1395 هـ - رامي وحيد، ممثل مصري.
- 1398 هـ -
  - رامي صبري، مغني مصري.
  - لقاء الخميسي، ممثلة مصرية.
  - منى شداد، ممثلة كويتية.

## وفيات
- 541 هـ - عماد الدين بن آق سنقر الزنكي، أمير دمشق ومجاهد ضد الصليبيين.
- 1345 هـ - شوريدة الشيرازي، شاعر إيراني.
- 1360 هـ - إبراهيم طوقان، شاعر فلسطيني.
- 1382 هـ - داغ همر شولد، الأمين العام للأمم المتحدة.
- 1410 هـ - حسن عابدين، ممثل مصري.
- 1420 هـ - عطية محمد سالم، عالم دين سني مصري.
- 1439 هـ - صلاح عيسى، صحفي ومؤرخ مصري.

## وصلات خارجية
- موقع قصة الإسلام: حدث في شهر ربيع الأوَّل.